# 查尔斯·梅里维尔
查尔斯·梅里维尔（1808年3月8日—1893年12月27日）是一位英国历史学家和划船手，曾参加1829年的牛津剑桥赛艇对抗赛，主要作品有《罗马三巨头》（The Roman Triumvirates，1876年）等。